# Спортсмен-Ейкерс (Оклахома)
Спортсмен-Ейкерс (англ. Sportsmen Acres) — місто (англ. town) в США, в окрузі Мейз штату Оклахома. Населення — 317 осіб (2020).

## Географія
Спортсмен-Ейкерс розташований за координатами 36°14′44″ пн. ш. 95°15′5″ зх. д. / 36.24556° пн. ш. 95.25139° зх. д. (36.245593, -95.251515).  За даними Бюро перепису населення США в 2010 році місто мало площу 0,21 км², уся площа — суходіл.

## Демографія
Згідно з переписом 2010 року, у місті мешкали 322 особи в 115 домогосподарствах у складі 80 родин. Густота населення становила 1510 осіб/км².  Було 132 помешкання (619/км²).
Расовий склад населення:
| - 70,5 % — білих - 20,2 % — корінних американців - 0,3 % — азіатів - 1,2 % — осіб інших рас |

До двох чи більше рас належало 7,8 %. Частка іспаномовних становила 2,8 % від усіх жителів.
За віковим діапазоном населення розподілялося таким чином: 33,2 % — особи молодші 18 років, 59,7 % — особи у віці 18—64 років, 7,1 % — особи у віці 65 років та старші. Медіана віку мешканця становила 26,5 року. На 100 осіб жіночої статі у місті припадало 97,5 чоловіків;  на 100 жінок у віці від 18 років та старших — 95,5 чоловіків також старших 18 років.
Середній дохід на одне домашнє господарство  становив 51 177 доларів США (медіана — 41 500), а середній дохід на одну сім'ю — 47 913 долари (медіана — 44 375). Медіана доходів становила 41 000 доларів для чоловіків та 24 000 доларів для жінок. За межею бідності перебувало 29,1 % осіб, у тому числі 44,3 % дітей у віці до 18 років та 12,5 % осіб у віці 65 років та старших.
Цивільне працевлаштоване населення становило 142 особи. Основні галузі зайнятості: виробництво — 26,8 %, освіта, охорона здоров'я та соціальна допомога — 17,6 %, мистецтво, розваги та відпочинок — 14,1 %.